# For All Mankind (serial)
For All Mankind este un serial de televiziune științifico-fantastic american creat și scris de Ronald D. Moore, Matt Wolpert și Ben Nedivi și produs pentru Apple TV +. Serialul prezintă o istorie alternativă care descrie „ce s-ar fi întâmplat dacă cursa spațială globală nu s-ar fi încheiat niciodată” după ce Uniunea Sovietică a reușit prima o aselenizare.
For All Mankind a avut premiera la 1 noiembrie 2019 și serialul a fost reînnoit pentru un al doilea sezon în octombrie 2019.

## Premiză
Prima misiune cu echipaj pe Lună în timpul cursei spațiale la sfârșitul anilor 1960 a fost un succes global pentru NASA și Statele Unite. Acest serial pune întrebarea: „Ce s-ar fi întâmplat dacă Cursa Spațială nu s-ar fi încheiat niciodată?” 
Într-o cronologie alternativă, un cosmonaut sovietic, Alexei Leonov, devine primul om care a ajuns pe Lună. Acest rezultat devastează moralul NASA, dar catalizează și efortul american de a recupera avansul sovietic. Uniunea Sovietică include femei în aselenizările ulterioare, iar SUA este forțată să antreneze ca astronauți femei și minorități care au fost în mare parte excluse în timpul primelor deceniile ale explorării spațiale americane.

## Distribuție și personaje

### Principale
- Joel Kinnaman ca Edward Baldwin
- Michael Dorman ca Gordo Stevens
- Wrenn Schmidt ca Margo Madison
- Sarah Jones ca Tracy Stevens
- Shantel VanSanten - Karen Baldwin
- Jodi Balfour ca Ellen Waverly

### Figuri istorice
- Chris Agos ca Buzz Aldrin
- Matt Battaglia ca John Glenn
- Chris Bauer ca Deke Slayton
- Jeff Branson ca Neil Armstrong
- Dan Donohue ca Thomas O. Paine
- Colm Feore ca Wernher von Braun
- Ryan Kennedy ca Michael Collins
- Eric Ladin ca Gene Kranz
- Steven Pritchard ca Pete Conrad
- Rebecca Wisocky ca Marge Slayton
- Ben Begley ca Charlie Duke

### Secundare
- Tait Blum ca Shane Baldwin (fiul lui Ed și al lui Karen Baldwin)
- Arturo Del Puerto ca Octavio Rosales
- Noah Harpster ca Bill Strausser (un controlor de misiune)
- Krys Marshall ca Danielle Poole (o astronaută afro-americană )
- Tracy Mulholland ca Gloria Sedgewick (soția lui Frank Sedgewick)
- Dave Power ca astronaut Frank Sedgewick (Pilotul modulului de comandă din Apollo 15)
- Mason Thames cu Danny Stevens (fiul mai mare al lui Gordo și Tracy Stevens)
- Olivia Trujillo ca Aleida Rosales
- Sonya Walger ca Molly Cobb (prima femeie astronaută americană pe Lună; producătorii seriei au ales  numele de familie al personajului drept „Cobb” pentru a-l onora pe Geraldyn M. Cobb de pe Mercur 13, care a murit în timpul producției primului sezon al seriei [14] )
- Meghan Leathers ca Pam Horton (o barmaniță și iubita lui Ellen)
- Wallace Langhamca Harold Weisner (administrator NASA în timpul administrației Ted Kennedy; l-a înlocuit pe Thomas Paine în funcția de șef al NASA)
- Nate Corddry ca Larry Wilson (un inginer gay al NASA, care se preface că este iubitul lui Ellen și mai târziu soț)
- Leonora Pitts ca Irene Hendricks (prima femeie director de zbor, a înlocuit-o pe Gene Kranz în White Team)
- Dan Warner ca general Arthur Weber, USAF (legătură militară de la NASA)
- Lenny Jacobson ca Wayne Cobb, fostul soț al lui Molly, artist, consumă marijuana

## Episoade
| Sezonul | Sezonul | Episoade | Episoade | Premiera TV       | Premiera TV       |
| Sezonul | Sezonul | Episoade | Episoade | Prima lansare     | Ultima lansare    |
| ------- | ------- | -------- | -------- | ----------------- | ----------------- |
|         | 1       | 10       | 10       | 1 noiembrie 2019  | 20 decembrie 2019 |
|         | 2       | 10       | 10       | 19 februarie 2021 | 23 aprilie 2021   |
|         | 3       | 10       | 10       | 10 iunie 2022     | 12 august 2022    |

### Sezonul 1 (2019)
| Nr. | Titlu                   | Regizat de           | Scris de                                                                               | Data lansării     |
| --- | ----------------------- | -------------------- | -------------------------------------------------------------------------------------- | ----------------- |
| 1 | „Red Moon”              | Seth Gordon          | Poveste de: Ronald D. Moore and Matt Wolpert & Ben Nedivi Scenariu de: Ronald D. Moore | 1 noiembrie 2019  |
| NASA este în criză, deoarece cosmonautul sovietic Alexei Leonov devine primul om care ajunge pe Lună în 1969. Apollo 11 aproape că se prăbușește la aselenizare, dar toți astronauții revin în siguranță pe Pământ. |                         |                      |                                                                                        |                   |
| 2 | „He Built the Saturn V” | Seth Gordon          | Matt Wolpert & Ben Nedivi                                                              | 1 noiembrie 2019  |
| Directorul Wernher von Braun se opune președintelui Nixon de a construi o bază militară pe Lună care ar porni Cursa pentru bază ("Race for the Base"). Oamenii lui Nixon se folosesc de trecutul nazist al lui von Braun pentru a-l înlătura de la NASA. |                         |                      |                                                                                        |                   |
| 3 | „Nixon's Women”         | Allen Coulter        | Nichole Beattie                                                                        | 1 noiembrie 2019  |
| Deke Slayton trebuie să recruteze astronauți de sex feminin după ce aselenizează o femeie din URSS, Anastasia Belikova. Un test eliminatoriu începe cu 20 de „candidați” (denumit „ASCAN”) și rămân doar cinci, inclusiv Tracy Stevens (soția lui Gordo Stevens de pe Apollo 15), două dintre participantele programului Mercur 13 pe nume Molly Cobb și Patty Doyle, o femeie neagră pe nume Danielle Poole, care lucrează ca un computer NASA (cum au fost numiți oamenii care fac calcule) și o femeie pe nume Ellen Waverly. |                         |                      |                                                                                        |                   |
| 4 | „Prime Crew”            | Allen Coulter        | Naren Shankar                                                                          | 8 noiembrie 2019  |
| Deke Slayton aduce o schimbare echipei Apollo 15, înlocuindu-l pe Gordo Stevens cu Molly Cobb. Apollo 15 este lansat. |                         |                      |                                                                                        |                   |
| 5 | „Into the Abyss”        | Sergio Mimica-Gezzan | David Weddle & Bradley Thompson                                                        | 15 noiembrie 2019 |
| 6 | „Home Again”            | Sergio Mimica-Gezzan | Stephanie Shannon                                                                      | 22 noiembrie 2019 |
| 7 | „Hi Bob”                | Meera Menon          | Ronald D. Moore                                                                        | 28 noiembrie 2019 |
| 8 | „Rupture”               | Meera Menon          | Nichole Beattie                                                                        | 6 decembrie 2019  |
| 9 | „Bent Bird”             | John Dahl            | David Weddle & Bradley Thompson                                                        | 13 decembrie 2019 |
| Karen se luptă să facă față morții lui Shane. Apollo 24 are o defecțiune tehnică în timp ce se află pe orbită, astfel încât nu poate tranzita Luna. Apollo 25 (cu Dennis, Tracy și Molly) se lansează rapid pentru a repara Apollo 24, dar tocmai după terminarea reparațiilor, atunci când rulează un autotest, motoarele Apollo 24 se aprind prematur și Harrison Liu moare incendiat, lăsând-o pe Molly în derivă. În Apollo 24, Ellen este inconștientă, iar statutul lui Deke nu este cunoscut, deoarece se află afară legat de nava spațială. Molly este salvată, dar accidentul are ca rezultat o schimbare a traiectoriei care va determina Apollo 24 să rateze Luna și să zboare departe în spațiul adânc. Tensiunile cresc între exploratorii lunari rivali sovietici și americani, iar Ed sabotează roverul lunar rus, în timp ce rușii se află în mina din partea americană a Lunii. Octavio este descoperit ca imigrant ilegal și este deportat în Mexic. Mai târziu, fără suficient oxigen pentru a reveni la baza sa, un cosmonaut rus cere ajutor bazei Jamestown. Ed îl invită înăuntru, dar apoi îl surprinde pe rus prin depresurizare parțială, suficient pentru a-l lăsa inconștient. |                         |                      |                                                                                        |                   |
| 10 | „A City Upon A Hill”    | John Dahl            | Matt Wolpert & Ben Nedivi                                                              | 20 decembrie 2019 |

### Sezonul 2 (2021)
| Nr. în serial | Nr. în sezon | Titlu                 | Regizat de           | Scris de                        | Data lansării     |
| ------------- | ------------ | --------------------- | -------------------- | ------------------------------- | ----------------- |
| 11            | 1            | „Every Little Thing”  | Michael Morris       | Ronald D. Moore                 | 19 februarie 2021 |
| 12            | 2            | „The Bleeding Edge”   | Michael Morris       | Matt Wolpert & Ben Nedivi       | 26 februarie 2021 |
| 13            | 3            | „Rules of Engagement” | Andrew Stanton       | Stephanie Shannon               | 5 martie 2021     |
| 14            | 4            | „Pathfinder”          | Andrew Stanton       | David Weddle & Bradley Thompson | 12 martie 2021    |
| 15            | 5            | „The Weight”          | Meera Menon          | Nichole Beattie & Joe Menosky   | 19 martie 2021    |
| 16            | 6            | „Best-Laid Plans”     | Meera Menon          | Joe Menosky                     | 26 martie 2021    |
| 17            | 7            | „Don't Be Cruel”      | Dennie Gordon        | Nichole Beattie                 | 2 aprilie 2021    |
| 18            | 8            | „And Here's to You”   | Dennie Gordon        | Ronald D. Moore                 | 9 aprilie 2021    |
| 19            | 9            | „Triage”              | Sergio Mimica-Gezzan | Bradley Thompson & David Weddle | 16 aprilie 2021   |
| 20            | 10           | „The Grey”            | Sergio Mimica-Gezzan | Matt Wolpert & Ben Nedivi       | 23 aprilie 2021   |

### Sezonul 3 (2022)
| Nr. în serial | Nr. în sezon | Titlu                     | Regizat de      | Scris de                        | Data lansării  |
| ------------- | ------------ | ------------------------- | --------------- | ------------------------------- | -------------- |
| 21            | 1            | „Polaris”                 | Sarah Boyd      | Matt Wolpert & Ben Nedivi       | 10 iunie 2022  |
| 22            | 2            | „Game Changer”            | Sarah Boyd      | David Weddle & Bradley Thompson | 17 iunie 2022  |
| 23            | 3            | „All In”                  | Wendey Stanzler | Nichole Beattie                 | 24 iunie 2022  |
| 24            | 4            | „Happy Valley”            | Wendey Stanzler | Joe Menosky                     | 1 iulie 2022   |
| 25            | 5            | „Seven Minutes of Terror” |                 |                                 | 8 iulie 2022   |
| 26            | 6            |                           |                 |                                 | 15 iulie 2022  |
| 27            | 7            |                           |                 |                                 | 22 iulie 2022  |
| 28            | 8            |                           |                 |                                 | 29 iulie 2022  |
| 29            | 9            |                           |                 |                                 | 5 august 2022  |
| 30            | 10           |                           |                 |                                 | 12 august 2022 |

## Producție

### Dezvoltare
Potrivit lui Ronald D. Moore, ideea serialului a apărut în timpul prânzului cu fostul astronaut al NASA, Garrett Reisman, când au discutat posibilitatea unei istorii alternative în care sovieticii au ajuns pe Lună înaintea americanilor. Pe 15 decembrie 2017, a fost anunțat că Apple a comandat un sezon al acestui serial. Seria a fost creată de Ronald D. Moore .  Moore, Matt Wolpert și Ben Nedivi vor face scenariul și producția comună a seriei. Maril Davis a acționat ca producător executiv. Companiile de producție implicate în serie vor include Sony Pictures Television și Tall Ship Productions.         Pe 5 octombrie 2018, a fost anunțat că serialul a fost intitulat oficial For All Mankind.

### Casting
În august 2018, a fost anunțat că Joel Kinnaman, Michael Dorman, Sarah Jones, Shantel VanSanten și Wrenn Schmidt au fost repartizați în roluri principale și că Eric Ladin, Arturo Del Puerto și Rebecca Wisocky vor apărea în roluri secundare.   Pe 5 octombrie 2018, a fost anunțat că Jodi Balfour a fost distribuit într-un rol principal.

### Filmări
Filmarea principală a început în august 2018 în Los Angeles, California. În martie 2019, The New York Times a anunțat că filmările au fost încheiate. 